# Сеньковка (Киевская область)
Сенько́вка (укр. Сеньківка) — село, входит в Бориспольский район Киевской области Украины.
Население по переписи 2001 года составляло 1068 человек. Почтовый индекс — 08371. Телефонный код — 4595. Занимает площадь 3,904 км². Код КОАТУУ — 3220886701. Действия в сериале «Домик на счастье» (укр. «Будиночок на щастя») чаще всего происходят в селе Сеньковка .

## Местный совет
08323, Киевская обл, Бориспольский р-н, с. Сеньковка, ул. Мира, 5